# Mohamed Ali Amin
Mohamed Ali Amin (* 30. November 1990) ist ein bangladeschischer Leichtathlet, der sich auf den Weitsprung spezialisiert hat.

## Sportliche Laufbahn
Erste internationale Erfahrungen sammelte Mohamed Ali Amin im Jahr 2010, als er bei den Südasienspielen in Dhaka mit einer Weite von 7,19 m die Bronzemedaille hinter dem Inder Mohammad Ibrar und Nayana Dharmaratne aus Sri Lanka gewann. Anschließend schied er bei den Commonwealth Games in Neu-Delhi mit 7,28 m in der Qualifikation aus. 2016 belegte er dann bei den Südasienspielen in Guwahati mit 7,24 m den fünften Platz und im Jahr darauf schied er bei den Asienmeisterschaften in Bhubaneswar mit 7,11 m in der Qualifikation aus. 2019 gewann er bei den Südasienspielen in Kathmandu mit 7,60 m die Bronzemedaille hinter den Indern Lokesh Sathyana und Swamithan Rav.
In den Jahren 2019 und 2020 wurde Ali Amin bangladeschischer Meister im Weitsprung.

## Persönliche Bestleistungen
- Weitsprung: 7,61 m, 3. April 2009 in Dhaka (Landesrekord)